# Mendenitsa

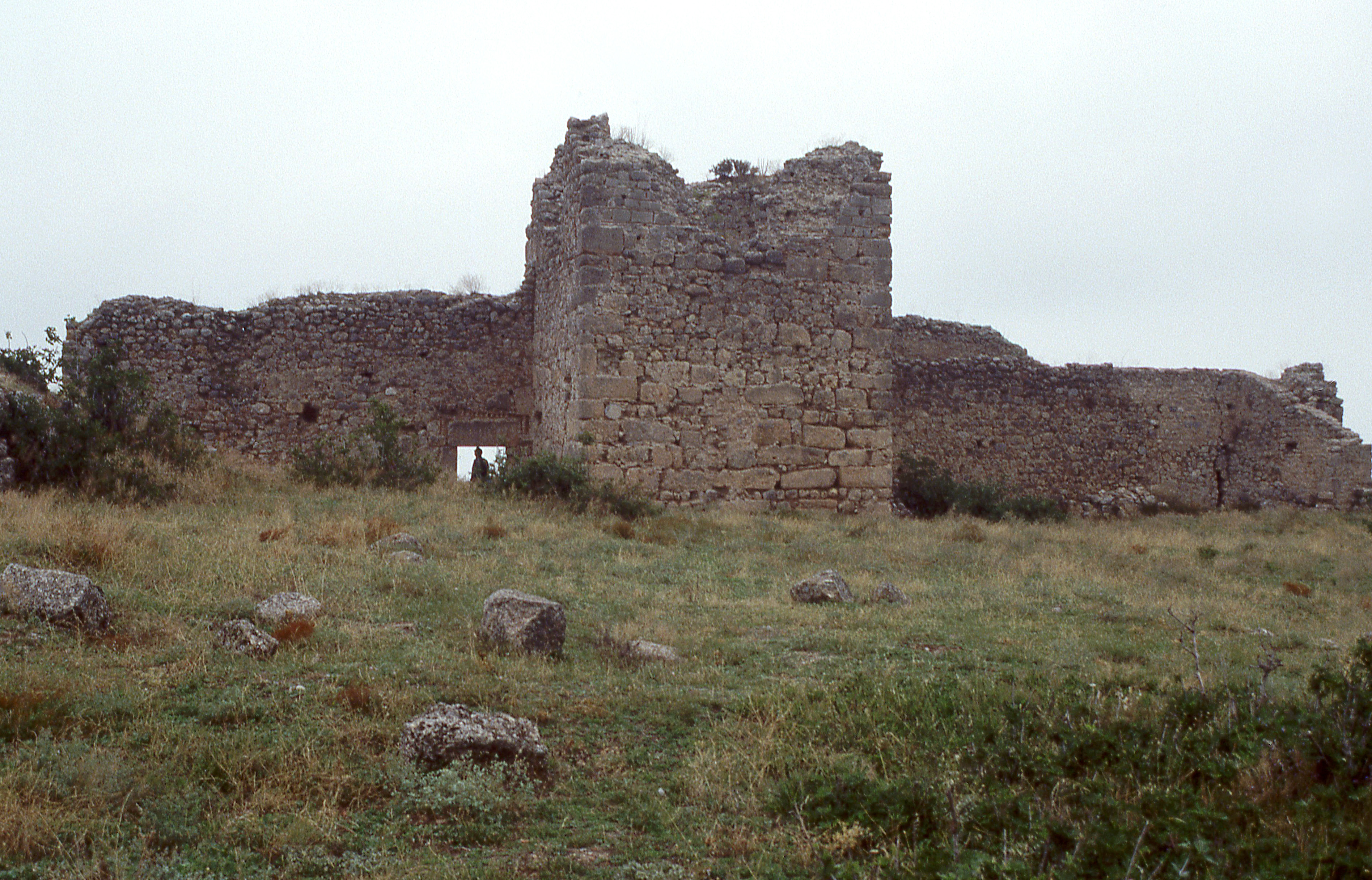
Rovine della fortezza di Bodonitsa.

Mendenitsa (in greco Μενδενίτσα?), conosciuta nel Medioevo come Bodonitsa o Vodonitsa (Βοδονίτσα), è un villaggio sul Monte Kallidromo in Focide, Grecia. Fa parte del comune di Molos.
Durante il Basso Medioevo, fu la capitale del Marchesato di Bodonitsa. Il castello franco, che ancora sopravvive, è stato fondato sulle rovine di una città antica, spesso identificato come Fárigas, che a volte è identificata con Tarfe di Omero.